# MHD (rapper)
Mohamed Sylla (La Roche-sur-Yon (Vendée), 10 september 1994), beter bekend als MHD, is een Frans rapper van Guinese en Senegalese origine. De rapper geldt als de grondlegger van het muziekgenre dat bekendstaat als afrotrap. In 2023 werd hij veroordeeld tot twaalf jaar gevangenisstraf wegens moord.

## Levensloop
Mohamed Sylla is geboren in La Roche-sur-Yon, verhuisde op tweejarige leeftijd naar de Parijse regio en woont vanaf zijn 15e levensjaar in het 19e arrondissement van Parijs. Hij heeft een Guinese vader en een Senegalese moeder. Sylla hield zich voornamelijk bezig met Franstalige rap als lid van het rapcollectief 19 Réseaux, wat hij combineerde met zijn baan als pizzakoerier. Hij werd geïnspireerd door Afrikaanse artiesten zoals Koffi Olomide en Fally Ipupa. Zijn artiestennaam MHD komt vanuit zijn voornaam.

### Afrotrap
Als artiest creëerde MHD een zekere mix van Franstalige rap, afrobeat en trap. Dit muziekgenre wordt sindsdien afrotrap genoemd. Nadat zijn werk positief ontvangen was op YouTube, bracht hij in het najaar van 2015 een serie van liedjes uit met bijbehorende videoclips onder de noemer "Afro Trap", bestaande uit 10 delen, opgedeeld in "Part 1" t/m "Part 10". Deze liedjes werden allen opgepikt door de radiostations in Frankrijk en bereikten het grote publiek. Ook binnen de voetballerij werd zijn muziek opgepikt en populair, onder meer de voetballers Paul Pogba en Alexandre Lacazette vierden hun doelpunten met de danspasjes van MHD.
Zijn debuutalbum MHD werd uitgebracht in 2016. Het album bevat de zesdelige serie van "Afro Trap"-nummers waarmee hij doorbrak, maar ook een ode aan de voetballer Roger Milla en samenwerkingen met de Afrikaanse artiesten Fally Ipupa en Angélique Kidjo. In binnen- en buitenland was er veel belangstelling voor het album en werd door goede noteringen in de hitlijsten een internationaal succes. Het album werd onderscheiden met goud.
In Nederland heeft MHD een samenwerkingsverband met het label Top Notch, die in Nederland zijn promotie verzorgt. Op 20 december 2016 gaf MHD zijn eerste Nederlandse optreden in de Melkweg te Amsterdam. In 2017 brengt MHD met La Puissance en Never twee nieuwe delen uit in de afrotrapserie. Op 16 juni 2017 bracht MHD een nieuwe track, genaamd Bravo uit die inmiddels een doorbraak heef met maar liefst 12 miljoen weergaven binnen een maand op YouTube. Nog geen maand later (14 juli 2017) werd Afrotrap Pt. 9 Faut les wet uitgebracht op Spotify, waarvan de videoclip nog niet gepubliceerd is op YouTube.

### Moord
In 2018 werd een 23-jarige man opzettelijk aangereden met een Mercedes-Benz. De inzittenden vielen het slachtoffer daarna aan en staken hem met de dood tot gevolg. Een getuige filmde het voorval. De wagen in kwestie die uitgebrand werd teruggevonden bleek van Mohamed Sylla te zijn. In 2019 werd hij opgepakt op verdenking van moord en in de zomer van 2020 vrijgelaten onder voorwaarden. In september 2023 is de rapper na een wekenlang proces veroordeeld tot twaalf jaar gevangenisstraf. 

## Discografie

### Albums
| Album met eventuele hitnotering(en) in de Nederlandse Album Top 100 | Datum van verschijnen | Datum van binnenkomst | Hoogste positie | Aantal weken | Opmerkingen |
| ------------------------------------------------------------------- | --------------------- | --------------------- | --------------- | ------------ | ----------- |
| MHD                                                                 | 15-04-2016            | 23-04-2016            | 26              | 6*           |             |

| Album met hitnotering(en) in de Vlaamse Ultratop 200 albums | Datum van verschijnen | Datum van binnenkomst | Hoogste positie | Aantal weken | Opmerkingen                       |
| ----------------------------------------------------------- | --------------------- | --------------------- | --------------- | ------------ | --------------------------------- |
| MHD                                                         | 15-04-2016            | 23-04-2016            | 170             | 1            | Nr. 12 in de Waalse Ultratop 200. |

- Gemeinsame Normdatei: 1128840790
- International Standard Name Identifier: 0000 0004 5966 4100
- MusicBrainz: 923b5d99-4020-40d8-9db5-1390986bb4cf
- Système universitaire de documentation: 196928478
- Virtual International Authority File: 3147093664925001461
- WorldCat: E39PBJxhg3mpD8m3jxjmJFGfv3